# Discografia dei Collective Soul
La discografia dei Collective Soul, gruppo musicale statunitense formatosi in Georgia nel 1992, conta nove album in studio, una raccolta, un album dal vivo e due EP, la maggior parte dei quali classificati sia negli Stati Uniti che in Canada e certificati più volte disco di platino o d'oro. I trentadue singoli da loro pubblicati sono anch'essi quasi tutti classificati negli Stati Uniti, specie nella Mainstream Rock Songs, dove sette dei quali hanno inoltre raggiunto il primo posto.

## Album

### Album in studio
| Anno | Titolo | Classifiche | Classifiche | Classifiche | Classifiche | Certificazioni                       |
| Anno | Titolo | US          | AUS         | CAN         | NZ          | Certificazioni                       |
| ---- | --- | ----------- | ----------- | ----------- | ----------- | ------------------------------------ |
| 1993 | Hints Allegations and Things Left Unsaid - Pubblicato: 22 giugno 1993 - Etichetta: Rising Storms Records   | —           | —           | 5           | 46          | - US: Platino (2) - CAN: Platino (5) |
| 1995 | Collective Soul - Pubblicato: 14 marzo 1995 - Etichetta: Atlantic Records                                  | 15          | 23          | —           | 1           | - US: Platino (3) - CAN: Platino (8) |
| 1997 | Disciplined Breakdown - Pubblicato: 11 marzo 1997 - Etichetta: Atlantic Records                            | 16          | 37          | 5           | 3           | - US: Platino - CAN: Platino (2)     |
| 1999 | Dosage - Pubblicato: 9 febbraio 1999 - Etichetta: Atlantic Records                                         | 21          | 48          | 5           | 21          | - US: Platino - CAN: Platino         |
| 2000 | Blender - Pubblicato: 10 ottobre 2000 - Etichetta: Atlantic Records                                        | 22          | —           | 3           | —           | - US: Oro - CAN: Oro                 |
| 2004 | Youth - Pubblicato: 16 novembre 2004 - Etichetta: El Music Group                                           | 66          | —           | 30          | —           |                                      |
| 2007 | Afterwords - Pubblicato: 27 agosto 2007 - Etichetta: El Music Group                                        | —           | —           | 23          | —           |                                      |
| 2009 | Collective Soul - Pubblicato: 25 agosto 2009 - Etichetta: Roadrunner Records, Loud & Proud, El Music Group | 23          | —           | 9           | —           |                                      |
| 2015 | See What You Started by Continuing - Pubblicato: 5 ottobre 2015 - Etichetta: Vanguard Records              | —           | —           | —           | —           |                                      |

### Album dal vivo
| Anno | Titolo                                                         | Classifiche | Classifiche |
| Anno | Titolo                                                         | US          | US Ind.     |
| ---- | -------------------------------------------------------------- | ----------- | ----------- |
| 2006 | Home - Pubblicato: 7 febbraio 2006 - Etichetta: El Music Group | 183         | 14          |

### Raccolte
| Anno | Titolo                                                                        | Classifiche | Classifiche | Classifiche | Classifiche | Certificazioni |
| Anno | Titolo                                                                        | US          | US Ind.     | CAN         | NZ          | Certificazioni |
| ---- | ----------------------------------------------------------------------------- | ----------- | ----------- | ----------- | ----------- | -------------- |
| 2001 | 7even Year Itch - Pubblicato: 18 settembre 2001 - Etichetta: Atlantic Records | 50          | 3           | 9           | 49          | - CAN: Oro     |

## Extended play
| Anno | Titolo                                                                                    | Classifiche | Classifiche |
| Anno | Titolo                                                                                    | US          | US Ind.     |
| ---- | ----------------------------------------------------------------------------------------- | ----------- | ----------- |
| 2005 | From the Ground Up - Pubblicato: 24 maggio 2005 - Etichetta: El Music Group               | 129         | 8           |
| 2005 | Rhino Hi-Five: Collective Soul - Pubblicato: 23 agosto 2005 - Etichetta: Atlantic Records | —           | —           |

## Singoli
| Anno | Titolo                         | Classifiche | Classifiche   | Classifiche | Classifiche | Classifiche | Classifiche | Album di provenienza                              |
| Anno | Titolo                         | US          | US Main. Rock | US Alt.     | US Adult    | AUS         | CAN         | Album di provenienza                              |
| ---- | ------------------------------ | ----------- | ------------- | ----------- | ----------- | ----------- | ----------- | ------------------------------------------------- |
| 1994 | Shine                          | 11          | 1             | 4           | —           | 8           | 8           | Hints Allegations and Things Left Unsaid          |
| 1994 | Breathe                        | —           | 12            | —           | —           | 95          | 35          | Hints Allegations and Things Left Unsaid          |
| 1994 | Wasting Time                   | —           | —             | —           | —           | —           | —           | Hints Allegations and Things Left Unsaid          |
| 1995 | Gel                            | 49          | 2             | 14          | —           | 52          | 8           | Collective Soul                                   |
| 1995 | December                       | 20          | 1             | 2           | 11          | 97          | 2           | Collective Soul                                   |
| 1995 | Smashing Young Man             | —           | 8             | —           | —           | —           | 19          | Collective Soul                                   |
| 1995 | The World I Know               | 19          | 1             | 6           | 18          | 41          | 1           | Collective Soul                                   |
| 1996 | Where the River Flows          | —           | 1             | —           | —           | 99          | —           | Collective Soul                                   |
| 1997 | Precious Declaration           | 65          | 1             | 6           | —           | 81          | 5           | Disciplined Breakdown                             |
| 1997 | Listen                         | 72          | 1             | 17          | —           | —           | 39          | Disciplined Breakdown                             |
| 1997 | Blame                          | —           | 11            | —           | —           | —           | 25          | Disciplined Breakdown                             |
| 1998 | She Said                       | —           | 16            | 39          | —           | —           | 23          | Scream 2: Music from the Dimension Motion Picture |
| 1999 | Run                            | 76          | —             | 36          | 12          | 48          | 9           | Dosage                                            |
| 1999 | Heavy                          | 73          | 1             | 5           | —           | —           | 5           | Dosage                                            |
| 1999 | No More, No Less               | 123         | 10            | 32          | —           | 67          | 31          | Dosage                                            |
| 1999 | Tremble for My Beloved         | —           | 35            | —           | —           | —           | —           | Dosage                                            |
| 2000 | Why, Pt. 2                     | 111         | 2             | 19          | —           | —           | —           | Blender                                           |
| 2001 | Vent                           | —           | 34            | —           | —           | —           | —           | Blender                                           |
| 2001 | Perfect Day (feat. Elton John) | —           | —             | —           | 29          | —           | —           | Blender                                           |
| 2001 | Next Homecoming                | —           | 39            | —           | —           | —           | —           | 7even Year Itch                                   |
| 2004 | Counting the Days              | —           | 8             | —           | —           | —           | —           | Youth                                             |
| 2005 | Better Now                     | 117         | 35            | —           | 9           | —           | —           | Youth                                             |
| 2005 | How Do You Love                | —           | —             | —           | 16          | —           | —           | Youth                                             |
| 2007 | Hollywood                      | —           | —             | —           | 22          | —           | 91          | Afterwords                                        |
| 2008 | All That I Know                | —           | —             | —           | 39          | —           | —           | Afterwords                                        |
| 2009 | Staring Down                   | —           | —             | —           | 18          | —           | —           | Collective Soul                                   |
| 2009 | Welcome All Again              | —           | —             | —           | —           | —           | —           | Collective Soul                                   |
| 2010 | You                            | —           | —             | —           | 35          | —           | —           | Collective Soul                                   |
| 2015 | This                           | —           | —             | —           | 23          | —           | —           | See What You Started by Continuing                |
| 2015 | AYTA                           | —           | —             | —           | 20          | —           | —           | See What You Started by Continuing                |
| 2015 | Hurricane                      | —           | —             | —           | 31          | —           | —           | See What You Started by Continuing                |
| 2015 | Contagious                     | —           | —             | —           | 37          | —           | —           | See What You Started by Continuing                |